# Dendrocolaptes punctipectus
Dendrocolaptes punctipectus, "östlig randig trädklättrare", är en fågelart i familjen ugnfåglar inom ordningen tättingar. Den betraktas oftast som underart till randig trädklättrare (Dendrocolaptes sanctithomae) men urskiljs sedan 2016 som egen art av Birdlife International och IUCN.
Fågeln förekommer i norra Colombia och nordvästra Venezuela (Zulia och norra Mérida). Den kategoriseras av IUCN som nära hotad.